# María de las Mercedes de Bourbon (1880-1904)
Pour les articles homonymes, voir María de las Mercedes de Borbón et Bourbon.
Ne doit pas être confondue avec sa belle-fille, María de las Mercedes de Borbón y Orleans.
Titre
Héritière présomptive du trône d’Espagne
11 septembre 1880 – 17 octobre 1904
(24 ans, 1 mois et 6 jours)
Signature
María de las Mercedes (ou Mercedes) d’Espagne, princesse des Asturies et infante d'Espagne, est née le 11 septembre 1880 au palais d’Orient, à Madrid, et morte le 17 octobre 1904 dans le même palais. Fille aînée du roi Alphonse XII et de sa seconde épouse l’archiduchesse Marie-Christine d’Autriche, elle est toute sa vie durant l’héritière présomptive de la Couronne espagnole.
En 1901, Mercedes épouse Charles de Bourbon (1870 – 1949), qui porte le titre de courtoisie de « prince des Deux-Siciles », avec lequel elle a trois enfants. L’infante et son mari sont les ancêtres des prétendants siciliens implantés en Espagne, et notamment du « duc de Calabre », dont le père était membre de l’actuelle famille royale espagnole.

## Biographie

### Enfance
Née le 11 septembre 1880 au palais royal de Madrid, l’infante María de las Mercedes est la fille aînée d’Alphonse XII, roi de la Restauration bourbonienne qui règne depuis 1874, et de sa seconde épouse, l’archiduchesse Marie-Christine d’Autriche. Baptisée des prénoms María de las Mercedes Isabel Teresa Cristina Alfonsa Jacinta Ana Josefa Francisca Carolina Fernanda Filomena María de Todos los Santos, l’infante reçoit comme marraine sa grand-mère paternelle, la reine Isabelle II, qui a quitté son exil parisien pour assister à la naissance de son premier petit-enfant. Pourtant, la famille royale reçoit la naissance de l’infante de façon plutôt amère puisqu’un garçon, un « véritable héritier » était espéré à la place d’une fille, qui poserait des problèmes dans la succession. Pour essayer d’adoucir la situation, la reine Marie-Christine suggère de donner à sa fille le prénom Mercedes, en l’honneur de la première épouse d’Alphonse XII, la reine Mercedes d’Orléans.

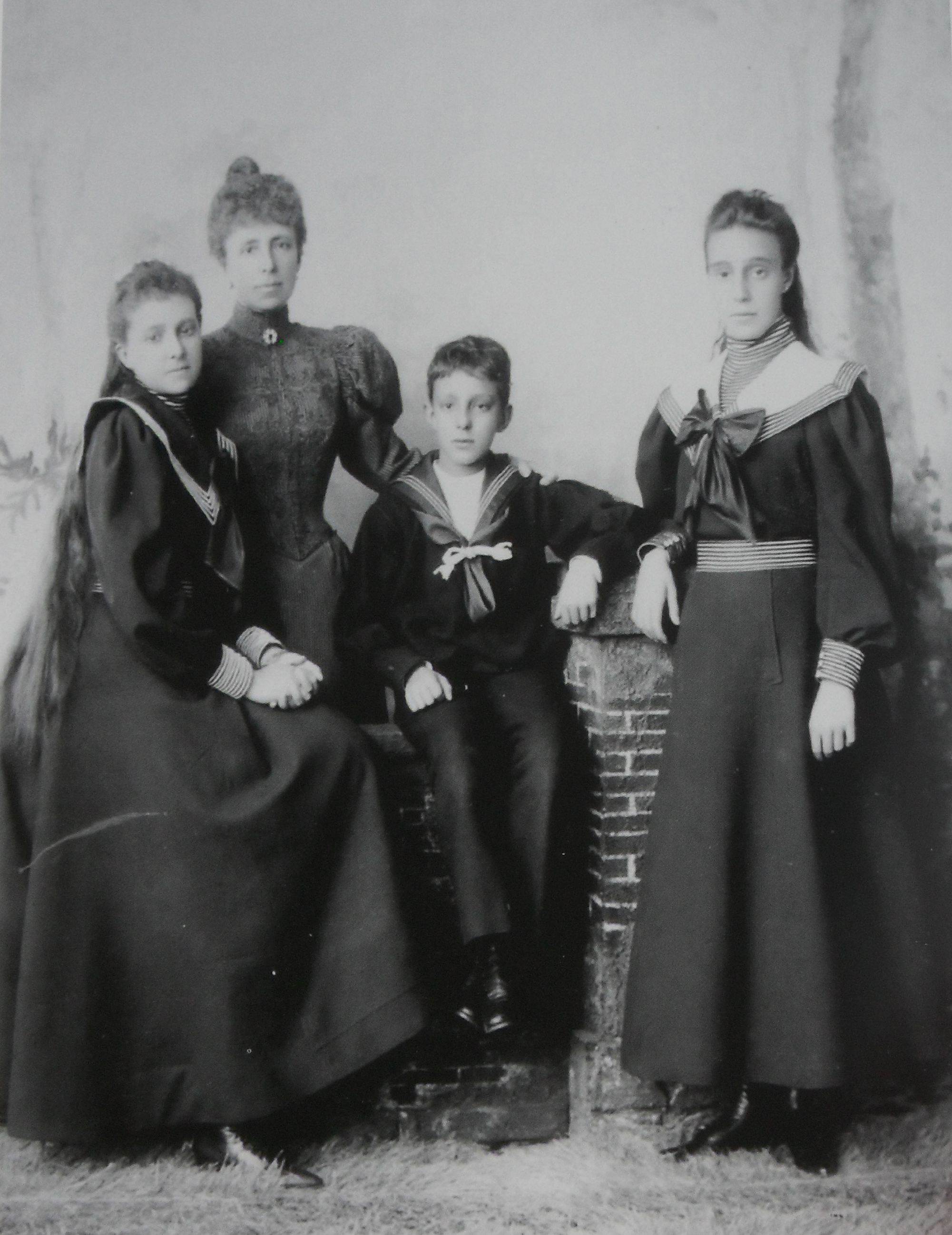
La reine Marie-Christine et ses trois enfants, en 1897.

Bien que l’infante Mercedes soit l’héritière présomptive de son père dès sa naissance, la déception au sein du royaume et de la cour est telle qu’elle reçoit simplement le traitement d’infante héritière d’Espagne. Antonio Cánovas del Castillo, plus tard président du Conseil des ministres espagnol, qui déteste la reine Marie-Christine et ne souhaite pas que la Couronne espagnole passe une nouvelle fois à une femme, après le règne désastreux de la reine Isabelle II, décide d’ignorer le nouveau-né. L’infante Isabelle, tante paternelle de l’infante Mercedes, garde le titre de princesse des Asturies jusqu’à ce que Práxedes Mateo Sagasta, chef du gouvernement espagnol remplaçant Cánovas del Castillo, agisse pour lui donner ce titre auprès d’Alphonse XII ; projet qu’il réussit le 10 mars 1881 au travers d’un décret royal.
Alors qu’une sœur, prénommée Marie-Thérèse, naît en 1882, le mariage de ses parents demeure malheureux. Sans lui porter d’amour, le roi avait épousé l’archiduchesse afin d’assurer la succession au trône, et la naissance de deux filles ne satisfaisait en rien Alphonse XII, quand il avait déjà deux garçons issus de ses liaisons adultérines. En juillet 1883, la reine Marie-Christine quitte la cour espagnole et voyage avec ses filles pour visiter sa propre famille en Autriche-Hongrie. À l’été 1884, le roi Alphonse XII, qui était atteint par la tuberculose, voit sa santé se détériorer davantage. Après une brève amélioration, le roi de 27 ans meurt le 25 novembre 1885, faisant de Mercedes le chef d’État du royaume sous la régence de sa mère. Toutefois, la princesse des Asturies n’est pas proclamée reine puisque l’archiduchesse Marie-Christine était enceinte. La naissance d’une autre sœur aurait fait d’elle la souveraine espagnole en titre, mais c’est un garçon qui naît le 17 mai 1886, le roi Alphonse XIII. Ainsi, la princesse reste héritière présomptive du trône, une qualité qu’elle gardera tout le restant de sa vie.

### Éducation

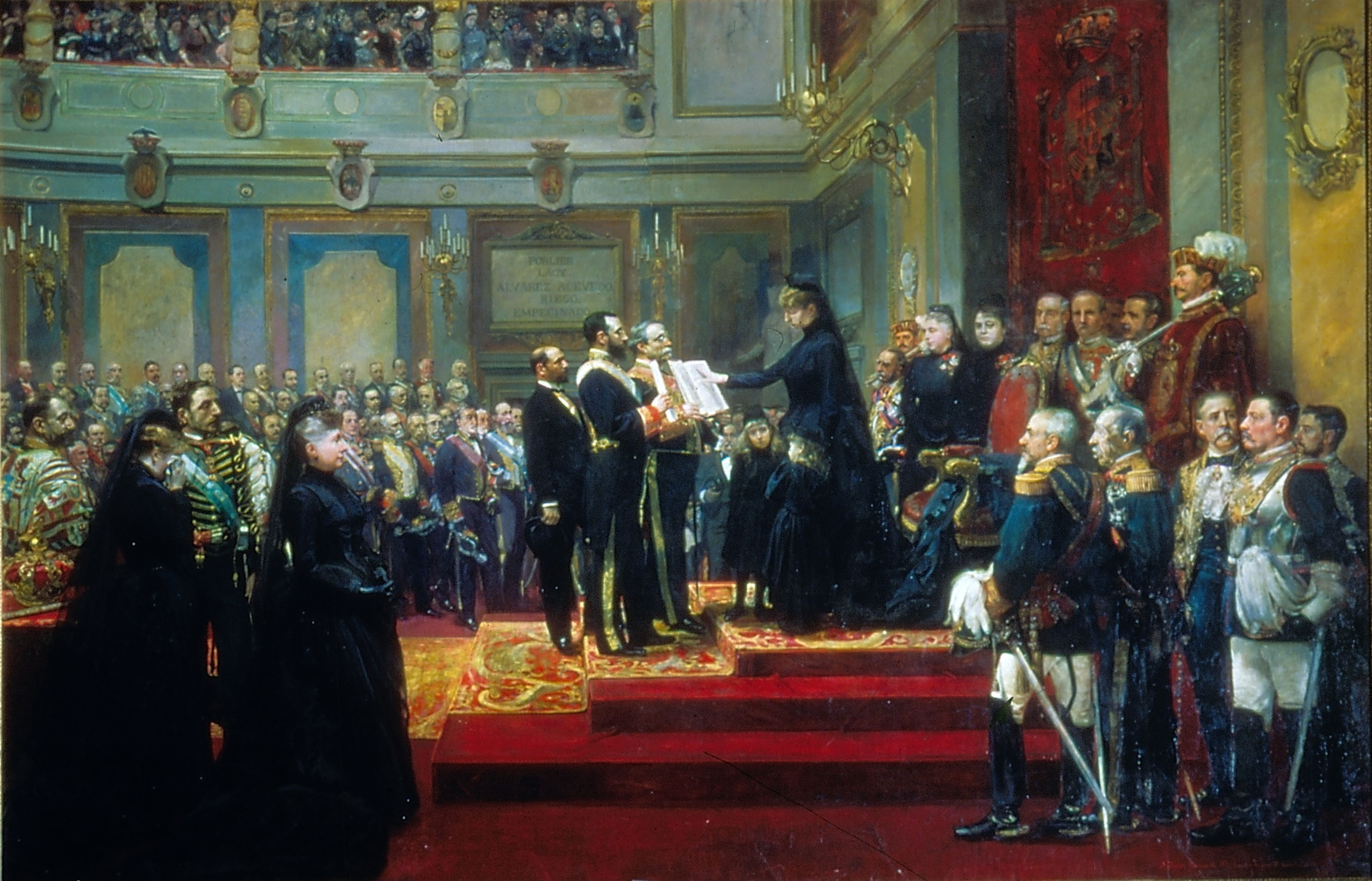
La reine Marie-Christine, accompagnée de ses deux filles, prêtant serment à la constitution, en 1885 ; en face le Président des ministres del Castillo tient le livre ouvert

La première apparition publique de l’infante María de las Mercedes devant la cour d’Espagne n’arrive que le jour où sa mère est proclamée régente du royaume ; l’infante, âgée de 5 ans, tient la main de la reine-régente au cours de la séance solennelle. L’éducation de la princesse des Asturies et de l’infante Marie-Thérèse est confinée au palais royal de Madrid, dans un environnement austère mené par deux femmes encore jeunes mais déjà veuves: leur mère et leur tante Isabelle. La reine élève ses trois enfants de façon stricte. En dépit de son statut constitutionnel, Mercedes ne reçoit pas une éducation qui la préparerait à gouverner une nation. À la place, la princesse des Asturies est éduquée à la manière conventionnelle des princesses de son temps. Rythmées par des leçons de piano et de peinture, ou par la pratique du tricot, les journées sont également marquées par des apparitions à la cour, ce que la reine souhaite mettre en valeur. Une attention particulière est donnée à l’obéissance et aux préceptes religieux.
Mercedes grandit dans l’optique de devenir une jeune femme sérieuse. Timide et peu avenante, elle était davantage une Habsbourg-Lorraine dans l’apparence en raison de son long visage. La famille passe les mois d’été au palais de Miramar, à Saint-Sébastien.

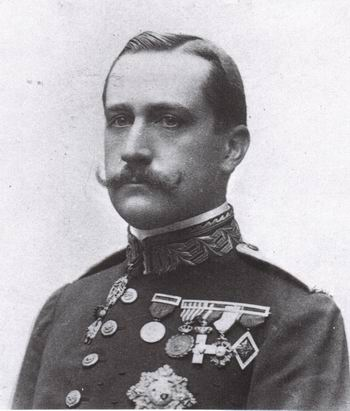
Le prince Charles de Bourbon-Deux-Siciles en 1900, dont Mercedes tombe amoureuse en 1898.

Dans son adolescence, l’infante Mercedes accompagne sa mère dans des voyages à l’étranger, visitant à Paris sa grand-mère paternelle, la reine en exil Isabelle II, à Munich, sa tante paternelle l’infante Paz ou encore  à Vienne, sa grand-mère maternelle l’archiduchesse Élisabeth-Françoise. Alors que la guerre hispano-américaine de 1898 rend la situation en Espagnole de plus en plus complexe, la princesse des Asturies et sa sœur continuent de vivre de façon très réglée, leur mère ne les autorisant pas à prendre part à la vie sociale ni à fréquenter les membres de la noblesse. La reine organise toutefois le 9 mai 1899 une soirée au palais royal madrilène pour ses filles afin de marquer leur entrée dans la société, l’événement ayant été retardé par la guerre. À l’occasion d’une danse, la princesse des Asturies tombe amoureuse de Charles de Bourbon, « prince des Deux-Siciles » ; les deux ayant été vus souvent ensemble.

### Mariage
Membre de la Maison de Bourbon-Siciles, une dynastie déposée par la Maison de Savoie en 1860,Le « prince » Charles est un cousin issu de germains de la reine Marie-Christine. Âgé de 29 ans, il s’est installé en Espagne quelques années avant sa rencontre avec la princesse des Asturies afin de suivre une carrière militaire au sein de l’armée. La rencontre de la princesse Mercedes et du « prince » Charles n’a rien d’accidentel. En effet, il a été choisi comme potentiel mari par la reine Marie-Christine et par l’infante Isabelle, qui est aussi une tante par alliance de ce dernier. À l’époque, il semble nécessaire que l’héritière du trône épouse un membre de la Maison de Bourbon puisque dans le cas où Mercedes aurait succédé à son frère Alphonse XIII, le changement dynastique était évité. De même, il offrait d’autres avantages en tant qu’époux de la princesse des Asturies. Comme il n’appartenait plus à une famille royale régnante, il pourrait s’installer de façon permanente en Espagne et acquérir la nécessaire nationalité espagnole. Toutefois, il doit renoncer à ses droits sur le trône des Deux-Siciles, puisqu’il était en troisième position dans la succession, après son père et son frère aîné.

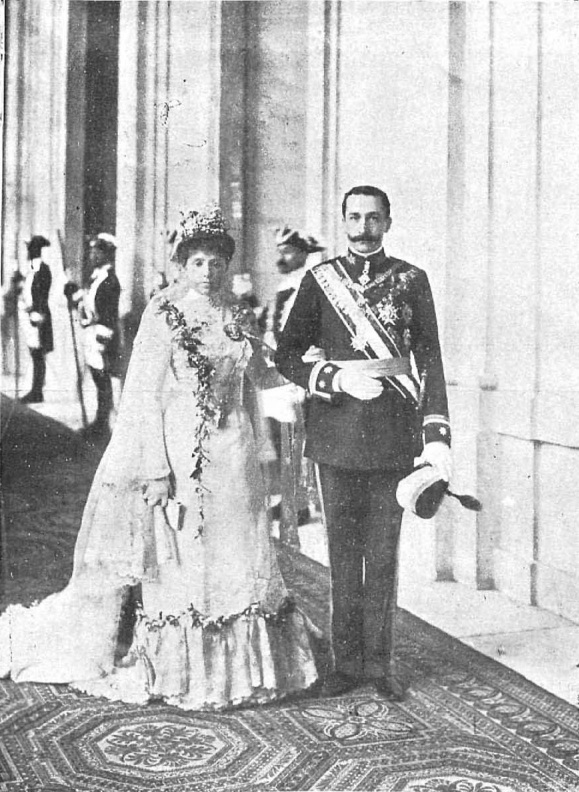
La princesse des Asturies et son époux, l’infant Charles, à l’issue de leur cérémonie de mariage.

Charles était d’un caractère sérieux et discret, et l’infante Mercedes était attirée par ce prince. Leur engagement est annoncé le 14 décembre 1899 mais doit d’emblée faire face à une vive opposition : comme le Parti libéral et des membres de la fraction républicaine, une partie de la société espagnole rejetait ce projet d’union. Il n’y avait rien de personnel contre le prince lui-même, mais son père, le comte de Caserte, avait été général dans la dernière guerre carliste, participant notamment au siège de Cuenca par les troupes carlistes. On redoutait que le fils du comte de Caserte, se mariant avec la princesse des Asturies, importe également le parti carliste à proximité du trône espagnol. Même le prénom du prince excitait les suspicions. En outre, la maison de Bourbon-Siciles était considérée comme étant la plus conservatrice des dynasties catholiques, ce qui inquiétait le Parti libéral,.
Dans les journaux et les rues de Madrid, Séville et Grenade, se manifestaient des attaques encore plus virulentes contre le mariage de Mercedes. L’archevêque de Valladolid, l’un des prélats espagnols les plus éminents, écrivit une lettre adressée à la reine l’avertissant de terribles conséquences si le mariage avait lieu. La reine lui répondit : « Monseigneur, consacrez-vous pour diriger votre diocèse et en priant, ce qui relève de vos principales obligations, et peut-être que cette catastrophe que vous prévoyez n’arrivera pas. » Mercedes exprimait elle-même sa frustration face à cette forte opposition dans la correspondance qu’elle avait avec sa tante la princesse Paz de Bavière : « Je suis heureuse de l’épouser, mais je suis aussi affectée par ceux qui ont créé un tel remue-ménage dont souffre ma mère… tout cela à cause de son père qui a combattu aux côtés de don Carlos. Est-ce juste ? »

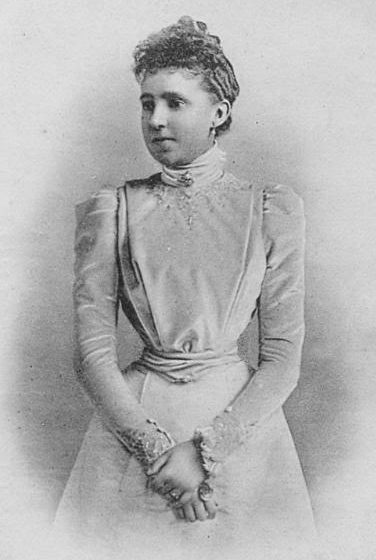
La princesse des Asturies (date inconnue).

La controverse entacha les festivités du mariage,. Le jour du mariage, les routes menant au palais royal étaient barricadées par peur des manifestants et un grand nombre de troupes ont été déployées à travers la capitale espagnole. Cependant, aucun incident majeur n'en résulta et la cérémonie se tint le 14 février 1901 en la chapelle du palais royal de Madrid,.

### Mort
Le couple vit au palais royal de Madrid, juste à proximité de la reine Marie-Christine, comme celle-ci le désirait. De cette union heureuse naissent d’abord deux garçons, qui garantissent la succession : l’infant Alphonse (1901-1964) et l’infant Ferdinand (es). Enceinte une troisième fois, la princesse des Asturies espérait avoir une fille après ses deux fils. Alors qu’elle vient juste d’entrer dans sa 24e année, en septembre 1904, le mois suivant, vingt jours avant le terme théorique, Mercedes tombe gravement malade. Elle était atteinte d’appendicite, mais le diagnostic initial avait conclu à de simples crampes intestinales. Une péritonite étant apparue, Mercedes donne naissance de façon prématurée à son dernier enfant, l’infante Isabelle-Alphonsine (1904-1985), dans les premières heures du 16 octobre 1904.
La santé de la mère était sérieusement compromise au point que l’on a porté une moindre attention à l’enfant, qui était supposé être mort-né jusqu’à ce que le jeune roi Alphonse se rende compte que le bébé était vivant. La princesse des Asturies meurt le jour suivant, le 17 octobre 1904, entourée par sa famille.

Les trois enfants de Mercedes ont été ensuite confiés à la reine Marie-Christine et élevé dans la cour du roi Alphonse XIII. Le fils aîné de la princesse des Asturies, l’infant Alphonse n’a pas succédé à sa mère en tant que prince des Asturies, mais, il la remplaça en tant qu’héritier présomptif.

## Famille
Fille aînée d’Alphonse XII (1857-1885), roi d’Espagne, et de sa seconde épouse l’archiduchesse Marie-Christine d’Autriche (1858-1929), princesse de Teschen, María de las Mercedes est la sœur de l’infante Marie-Thérèse de Bourbon (1882-1912) et d’Alphonse XIII (1886-1931), qui devient roi dès sa naissance. Par son père, elle appartient à la branche espagnole de la maison de Bourbon et a pour grands-parents la reine Isabelle II et l’infant François-d’Assise, duc de Cadix ; du côté maternel, les aïeuls de Mercedes sont l’archiduc Charles-Ferdinand, duc de Teschen, de la maison de Habsbourg-Lorraine, et l’archiduchesse Élisabeth d’Autriche, du rameau palatin de cette maison.
Le 14 février 1901, l’infante María de las Mercedes épouse à Madrid le prince Charles de Bourbon-Deux-Siciles, naturalisé espagnol et fait infant d’Espagne quelques jours plus tôt par son beau-frère le roi Alphonse XIII ; il était le fils du prince Alphonse des Deux-Siciles, comte de Caserte, chef de la maison de Bourbon-Siciles en 1896, et de son épouse la princesse Antoinette des Deux-Siciles, sa cousine germaine. De leur union naissent trois enfants :
- l’infant Alphonse d’Espagne (1901-1964), né don Alfonso de Borbón y Borbón, qui épouse en 1936 la princesse Alice de Bourbon-Parme (postérité) ;
- l’infant Ferdinand d’Espagne (es) (né le 6 mars 1903 à Madrid, en Espagne, et mort le 4 août 1905 (à 2 ans) à Saint-Sébastien, en Espagne), né don Fernando de Borbón y Borbón, mort en bas âge (sans postérité) ;
- l’infante Isabelle-Alphonsine d’Espagne (née le 16 octobre 1904 à Madrid, en Espagne, et morte le 18 juillet 1985 (à 80 ans) à Madrid, en Espagne), née doña Isabel Alfonsa de Borbón y Borbón, qui épouse morganatiquement son cousin Jean, comte Zamoyski (postérité).

Par les décrets royaux des 15 novembre 1901, 29 janvier 1903 et 15 octobre 1904, la descendance de María de las Mercedes reçoit tour à tour la dignité d’infant et infante d’Espagne avec prédicat d’altesse royale.

## Titres et honneurs

### Titulature
- 11 septembre 1880 — 10 mars 1881 : Son Altesse Royale l’infante héritière d’Espagne
- 10 mars 1881 — 17 octobre 1904 : Son Altesse Royale la princesse des Asturies

Conformément à la constitution de 1876, et plus particulièrement à son article 60, au titre VII (« De la succession à la Couronne »), María de las Mercedes est désignée à sa naissance comme étant l’héritière du trône d’Espagne en tant que fille aînée du roi Alphonse XII.
Néanmoins, alors que sa tante l’infante Isabelle porte le titre de princesse des Asturies en tant qu’héritière présomptive de la Couronne depuis 1875, et malgré une dignité équivalente et un titre d’« infante héritière » (en espagnol, Infanta Heredera), Mercedes ne reçoit pas le titre particulier réservé à l’héritier du trône avant le décret royal du 10 mars 1881 d’Alphonse XII, par lequel elle devient officiellement princesse des Asturies.

### Honneurs
Autriche-Hongrie
| Ordre de la Croix étoilée | Dame de l'ordre de la Croix étoilée |

 Royaume de Bavière
| Ordre de Thérèse          | Dame d'honneur de l'ordre de Thérèse                   |
| Ordre de Sainte-Élisabeth | Dame de première classe de l'ordre de Sainte-Élisabeth |

 Royaume d'Espagne
| Ordre de la Reine Marie-Louise | Dame de l'ordre de la Reine Marie-Louise |

Un navire de l’Armada espagnole, appelé Princesa de Asturias (littéralement le Princesse des Asturies), a été baptisé en l’honneur de Mercedes, en 1903.

### Armes
| Blason | Blasonnement : Coupé de deux : en I, parti de trois : en 1, d’or à quatre pals de gueules, en 2, écartelé en sautoir d’or aux quatre pals de gueules et d’argent à l’aigle de sable, en 3, de gueules à la fasce d’argent et en 4, d’azur semé de fleurs de lys d’or à la bordure componée d’argent et de gueules ; en II, parti d’or à six fleurs de lys d’azur posées 3, 2 et 1 et d’or à six tourteaux mis en orle, cinq de gueules, celui en chef d’azur chargé de trois fleurs de lys d’or ; en III, parti bandé d’or et d’azur de six pièces, à la bordure de gueules et de sable, au lion d’or, armé et lampassé de gueules ; enté en pointe parti d’or, au lion de sable, armé et lampassé de gueules et d’argent à l’aigle éployé de gueules, membré et becqué d’or ; sur-le-tout, écartelé en 1 et 4, de gueules au château d’or ouvert et ajouré d’azur et en 2 et 3 d’argent au lion de gueules armé, lampassé et couronné d’or, enté en pointe du sur-le-tout d’argent à une pomme grenade de gueules, tigée et feuilleté de sinople ; sur-le-tout-du-tout d’azur à trois fleurs de lys d’or[Information douteuse]. |

### Note
1. ↑  En espagnol, l’infante est connue en tant que doña María de las Mercedes de Borbón y Austria. Plusieurs sources donnent le patronyme « de Borbón y Austria »[G 1],[1], mais l’on trouve également le nom « de Borbón y Habsburgo-Lorena »[2].